# ESPN NBA Basketball
ESPN NBA Basketball est un jeu vidéo de basket-ball développé par Visual Concepts et édité par Sega Sports sorti en 2003 sur PlayStation 2 et Xbox.
C'est le cinquième épisode de la franchise 2K et est le principal concurrent de NBA Live 2004.